# Kodo Sawaki
Kōdō Sawaki (en japonès 大友克洋: Sawaki Kōdō) (Tsu, Mie, Japó, 16 de juny de 1880 - Shin'onsen, Hyogo, 21 de desembre de 1965) a va ser un mestre Zen de la branca Sōtō, considerat el més important del seu temps.

## Biografia

### Infància i adolescència difícils (1880-1896)
Sawaki era el sisè fill de Tada Sotaro (excepte dues germanes majors i el seu germà major, tots els altres germans van morir a la infantesa). El seu nom propi era Saikichi i es conta que ja de petit era un pillet mal educat. La seva mare Shige va morir de sobte quan Saikichi tenia quatre anys, i el seu pare quan en tenia set. Primer el van portar a la casa d'una tia seva, però al morir el seu marit, mig any després, un comerciant de fanalets de paper, amic d'ells, el va adoptar, de fet només comerciava oficiosament amb fanalets de paper, car en realitat es guanyava la vida amb jocs d'atzar. Es deia Sawaki Bunkichi i vivia al barri Isshinden de la ciutat. Era un barri de prostíbuls, i en els seus carrerons els propietaris dels bordells competien entre ells per atreure els jugadors d'atzar, mentre que estafadors i carteristes es dedicaven al seu ofici. Quan amb vuit anys van escolaritzar allà al jove Sawaki, ja treballava com a vigilant dels jugadors o es cuidava de les sabates a l'entrada. Amb dotze anys, després d'haver acabat l'escola primària, va començar a ajudar en el negoci de fanalets de paper i mantenia així als seus pares adoptius, els quals pràcticament mai estaven en el treball.
Un dia va ser testimoni de com un home d'una cinquantena, que havia llogat una prostituta, tan jove que hauria pogut ser la seva neta, moria de sobte en el segon pis d'un bordell que es trobava just a la cantonada. Va ser per primer cop quan va sentir la fugacitat de la vida. I tot seguit, al seu esperit, va començar a quallar el desig d'encaminar-se en la via de Buddha.
En el mateix entorn, en el veïnatge, vivia la família de l'artesà de rotlles de pintures de nom Morita. Encara que vivien en condicions humils, eren cultivats i portaven sorprenentment una vida ben decorosa. Sawaki Roshi visitava sovint al fill més gran Chiaki, que el va introduir a les obres bàsiques de l'antiga història xinesa i japonesa com també de la filosofia. D'aquesta manera va aprendre que al món hi havia quelcom de més valuós que la posició social i la reputació, els diners o les diversions sensuals. Per tot això, sembla que l'ànima de Sawaki, desitjosa d'orientació, va trobar les seves arrels en la idiosincràsia dels Morita.

### Primers mestres (1896-1900)
Però les contradiccions entre el seu esperit, que buscava un camí i la realitat de la seva vida quotidiana, va empènyer Sawaki Roshi, amb quinze anys, a fugir de casa. Va trobar un lloc a la casa d'un amic d'Osaka, però el van retornar després de poc temps a casa seva. Un any després finalment va tenir èxit en la seva fugida a Eiheiji. El seu bagatge consistia en un fanalet Odawara, tres kilos d'arròs cru i 27 monedes sen. Quatre dies i quatre nits va durar el seu viatge a Eiheiji en la prefectura de Fukui, mastegant sense parar arròs i faves crues, que s'havia comprat. A Eiheiji no el volien acceptar de monjo: «Torna't a casa!», li deien. Després d'haver insistit durant dos dies, sense menjar ni beure, que l'acceptessin, finalment el van deixar entrar com a menestral al taller.
A mig estiu, durant el període d'Obon, va ajudar en el Ryuunji, un temple d'un monjo important (l'ino) d'Eiheiji. Un dia, quan el treball al temple va estar enllestit, se li va permetre fer el que li plagués. Aleshores va decidir fer zazen en una recambra. De sobte va obrir la dona vella, que habitualment el manava com un ajudant per a tot, la porta corredissa per desar-hi unes safates i la vaixella. Tota sorpresa, es va inclinar tan profundament davant del jove Sawaki, com si ell fos el mateix Buddha. D'aquesta manera va conèixer la dignitat sublim del zazen, el que més tard seria Sawaki Roshi, i va decidir practicar zazen per la resta de la seva vida.
I de fet es pot dir, que tota la vida de Sawaki Roshi consistia en el seu desig pur de viure per a zazen. Tot el que el roshi va ser posteriorment, tenia les seves arrels en la seva profunda fe en zazen.
A través de les seves relacions diverses, finalment es va complir el que desitjava de tot cor: esdevenir monjo. Va ser ordenat per Sawada Koho, l'abat del Soshinji en el llunyà Kyūshū. Amb disset anys és quan va rebre el nom de Kodo, el 8 de desembre, el dia del Despertar del Buddha. Amb dinou anys va entrar com a unsui (monjo peregrí) al Entsuji a Tamba, on va participar en una cerimònia d'ordenació per a laics, i on es va trobar a un deixeble de Nishiari Bokusan Zenji: Fueoka Ryoun Roshi. Fueoka apreciava molt a Sawaki, i també Sawaki es va sentir atret pel caràcter pur i el va seguir al seu temple, primer al Hosenji de Kyoto i després al Hosenji de Kakegawa, a la prefectura de Shizuoka [els dos temples es pronuncien de la mateixa manera però s'escriuen amb ideogrames diferents], fins que amb vint anys va ser cridat a files. En aquest breu temps se li va transmetre i ensenyar el Gakudoyoshinshu, el Eiheishingi i el Zazenyojinki-funogo, i els fonaments de la fe en shikantaza de Sawaki Roshi es van consolidar encara més.

### A l'exèrcit japonès (1900-1905)
Al febrer de l'any 1900 va començar el seu servei militar, i després de tres anys, just quan acabava el seu servei va esclatar la guerra entre el Japó i Rússia, i tot seguit el van cridar a files. Per causa d'una ferida, que quasi li va costar la vida, el van llicenciar per un breu temps, però aviat va tornar al front on va lluitar fins al final de la guerra, fins a l'any 1906.

### De 1905 a 1945
Al mateix any va ingressar a la universitat per estudis búddhics de la seva ciutat natal al barri d'Isshinden, que pertanyia a la secció Takada de l'escola Jodo-Shin. Dos anys més tard va canviar al seminari del Hōryū-ji a Nara on es va dedicar dia i nit a l'estudi de la filosofia Yogatxara sota la direcció de l'abat Saeki Join Sojo. Allà va conèixer una monja que dominava l'art de la costura del nyoho-e (l'hàbit del monjo que es confeccionava segons el veritable ensenyament) segons l'estil de Jiun Sonja. Això va donar l'oportunitat a Sawaki Roshi a començar amb l'estudi del nyoho-e.
Després d'haver adquirit un coneixement general de l'ensenyament búddhic, va abandonar el seminari búddhic, va ingressar amb trenta-dos anys al temple Yosenji de la ciutat Matsusaka en funció de tanto (supervisor dels monjos). Llavors va començar sota la direcció d'Oka Sotan Roshi, que es considerava el deixeble principal de Nishiari Bokusan Zenji, a estudiar extensament l'ensenyament de l'escola Sôtô. Amb trenta-quatre anys es va retirar per més de dos anys al temple Jofukuji a Ikaruga, on es va dedicar tot sol amb cos i ànima a la pràctica de zazen.
L'any 1916, amb trenta-sis anys, Oka Sotan Roshi li va oferir un lloc de professor pels monjos en el Daijiji a Higo. Aquí finalment es va trobar amb amics que volien emprendre el mateix camí que ell volia realitzar. És aquí on va desenvolupar i refinar el seu propi estil d'ensenyar el zen. Un dels motius que va possibilitar-ho, va ser el seu encontre amb els nois desvergonyits de la cinquena classe de batxillerat de Kumamoto, que li van rascar la laca de clericalisme institucionalitzat i el van empènyer a expressar la seva religió amb paraules fresques i vives.
Després de la mort d'Oka Roshi, l'any 1922, Sawaki Roshi va abandonar el temple Daijiji i va llogar una casa on va instal·lar un dojo que va anomenar Daitetsudo ('Sala del Gran Pas'). Després de mig any va desplaçar-se a la muntanya Mannichi de Kumamoto. Aquí va tenir contacte amb personalitats dels cercles de les arts marcials japoneses. Durant tretze anys, fins a l'edat de 55 anys va viure sol en la muntanya Mannichi, i des d'aquí va començar a viatjar per tot el Japó per a ensenyar zazen i fer conferències, cada cop que li demanaven. D'aquesta manera va difondre la pràctica del shikantaza (l'asseguda pura) per tot el món. A l'abril de l'any 1935 el van nomenar professor a la Universitat Komazawa i al desembre del mateix any també godo (un dels monjos principals) de Sojiji, què és un dels dos temples principals de l'escola Sôtô. A partir de llavors Sawaki va començar a desenvolupar la seva tasca sense considerar ni la seva vida ni la seva salut, com una enorme roda que ja no es podia aturar. La seva activitat no es reduïa a la universitat i a Sojiji, sinó que també organitzava incessantment noves trobades de zazen per tot el Japó, a més d'assistir els grups ja existents, i per aquesta raó es trobava contínuament de viatge.
Sawaki Roshi sempre se'l trobava allà on podia donar tot de sí. Cada dia, en cada un dels moments, vivia la seva vida com si fos una vida nova. I aquesta vida li exigia totes les forces del seu cos i de la seva ànima. En les sesshin (setmanes de pràctica intensiva), al matí era el primer d'estar assegut al zafu, i fins tard a la nit la seva presència era tan intensa que fins i tot a molts participants els atemoria.

### Després de la Segona Guerra Mundial (1945-1963)
El 1940 va inaugurar un dojo al Daichuji a la prefectura de Tochigi, i també l'organització que mai cessava, i també organitzava sense cessar noves trobades de zazen per tot el Japó. El 1946 el van anomenar l'abat del monestir de Daitoin a Shizuoka i al mateix temps com a director del monestir de monges Myozetsuan a Kyoto. Malgrat tot això, mai va viure al seu propi temple, ni es va casar ni va fundar una organització pròpia. Junt amb els seus deixebles sempre estava de viatge, i per això anomenaven el seu sangha el sangha viatger. La seva vida semblava com un somni durant zazen: sense sentit, sense profit. La seva vida estava consagrada a aquest tipus de zazen. En aquella època fins i tot entre els buddhistes, el zen no era altra cosa que el zen dels koan de l'escola Rinzai, en el que es tractava, mitjançant l'asseguda, d'arribar al satori.
Sawaki Roshi és el que va fer renéixer el zen pur mitjançant l'estil shikantaza.
El camí de Sawaki Roshi anava sempre recte i endavant, però l'any 1963, amb vuitanta-tres anys, la força de les seves cames el va abandonar i va haver d'aturar els seus viatges. Es va retirar a Antai-ji on continuava regularment amb les seves trobades zen.
«Quin temps més bo que fa avui! Com és que ens hem guanyat aquest temps, sense haver pagat ni un ral? – Per què, per tot del món, m'he guanyat la sort d'ésser tan feliç? Seria una llàstima guardar-me tota aquesta felicitat per a mi sol!» Després d'haver-se retirat de les moltes responsabilitats que tenia, va tenir finalment temps per aquesta mena de pregàries. El 21 de desembre de l'any 1965, rodejat pels seus a Antaji, va morir als vuitanta-cinc anys.